# Таранов, Иван Ильич
Иван Ильич Таранов ― врач-хирург, учёный, доктор медицинских наук, профессор.

## Биография
Родился в Белгородской области. В 1973 году окончил Ростовский государственный медицинский институт (в который поступил после службы в армии). В студенческие увлекался хирургией. Потом он окончил клиническую ординатуру и аспирантуру, занимался наукой, вся жизнь Ивана Ильича связана с медициной. В 1983 году под руководством профессора Партеха Макаровича Шорлуяна защитил кандидатскую диссертацию на тему: «Обоснование коррекции обмена липидов при язвенных гастродуоденальных кровотечениях». Иван Ильич Таранов и Нщип Луралиевич Хашиев вспоминают:

Знакомство с проф. П. М. Шорлуяиом состоялось, когда мы пришли для обучения в ординатуре на кафедру общей хирургии. С первого дня учёбы на кафедре мы почувствовали заботу, уважение, чуткое и доброжелательное отношение замечательного коллектива сотрудников кафедры общей хирургии и хирургического отделения БСМП № 1, на базе которой размещалась кафедра. Это были опытные и высококвалифицированные специалисты, доктор медицинских наук профессор Л. Н. Стародубцева, кандидаты медицинских наук ассистенты кафедры В. И. Нефедов, А. В. Шапошников, Г. М. Скляров, М. Г. Багдыков, Д. А. Микаелян, А. А. Дюжиков, Е. М. Гончаров, К. П. Панасенко, доцент кафедры Г. Г. Ковалев, зав. биохимической лабораторией Т. Д. Терещенко, молодые учебные ординаторы А. И. Маслов, Э. В. Коноплев, А. И. Михнев, А. И. Федотова, В. Г. Химичев, А. С. Свалова, С. В. Рыбалкина, зав. хирургическим отделением Ш. А. Тенчурин, а также врачи-хирурги Г. И. Шевцова-Ярощук, Т. П. Ломакин, В. Т. Карпенок, Г. А. Меников, Л. К. Заболотская, М. Х. Срабионян и др.
В 1996 году под руководством заслуженного деятеля науки Российской Федерации, профессора В. Н. Чернова Иван Ильич защитил докторскую диссертацию на тему: «Хирургическое лечение больных с сочетанными осложнениями язвенной болезни желудка и двенадцатиперстной кишки».
В 1998 году Таранову Ивану Ильичу было присвоено учёное звание ― профессор.
Профессор Иван Ильич Таранов работал деканом лечебно-профилактического факультета Ростовского государственного медицинского университета.
В настоящее время Таранов И. И. работает заведующим кафедрой военно-полевой и морской хирургии Ростовского государственного медицинского университета, имеет высшую квалификационную категорию по специальности хирургия.
Под руководством профессора Таранова Ивана Ильича защищены 1 докторская и 3 кандидатских диссертации. Является автором более 300 научных трудов, двух монографий, 24 патентов Российской Федерации. В 2000 году И. И. Таранову присвоено звание «Лучший изобретатель Дона», имеет благодарственное письмо администрации Ростовской области и нагрудный знак «Изобретатель СССР».

## Заслуги
- Изобретатель СССР.
- «Лучший изобретатель Дона» (2000).
- Доктор медицинских наук.
- Профессор.
- Благодарственное письмо главы администрации Ростовской области.